# Kevin O'Brien
Kevin Joseph O'Brien (nacido el 4 de marzo de 1984) es un jugador de cricket irlandés. Marcó el siglo más rápido de la historia en un torneo de la Copa del Mundo durante un partido de un día, proveniente de 50 entregas contra Inglaterra el 2 de marzo de 2011.

## Carrera profesional
Kevin O'Brien representó a Irlanda en la Copa Mundial Sub-19 de 2004 en la que hizo 241 carreras para ayudar a su país a alcanzar la semifinal del plato antes de ser derrotado por Australia. Al año siguiente jugó para los jugadores de críquet de MCC.
En mayo de 2018, fue incluido en un equipo de catorce hombres para el primer Test Match de Irlanda, que se jugó contra Pakistán ese mismo mes.